# Saison 2012-2013 de la LHJMQ
Saison précédente Saison suivante
La saison 2012-2013 est la 44e saison de hockey sur glace de la Ligue de hockey junior majeur du Québec. La saison régulière voit 18 équipes jouer 68 matchs chacune. Les Mooseheads d'Halifax remportent la Coupe du président en battant en finale le Drakkar de Baie-Comeau.

## Contexte
Annoncé la saison précédente, le Phoenix de Sherbrooke intègre la ligue dans la division Telus Ouest en remplacement des Maineiacs de Lewiston dissous par la ligue.

## Saison régulière

### Classement
| Clt | Équipe                            | Division        | PJ | V  | D  | N | DP | BP  | BC  | Pts |
| --- | --------------------------------- | --------------- | -- | -- | -- | - | -- | --- | --- | --- |
| 1   | Mooseheads d'Halifax              | Telus Maritimes | 68 | 58 | 6  | 3 | 1  | 347 | 176 | 120 |
| 2   | Drakkar de Baie-Comeau            | Telus Est       | 68 | 44 | 19 | 2 | 3  | 274 | 191 | 93  |
| 3   | Armada de Blainville-Boisbriand   | Telus Ouest     | 68 | 41 | 19 | 2 | 6  | 272 | 182 | 90  |
| 4   | Océanic de Rimouski               | Telus Est       | 68 | 41 | 18 | 3 | 6  | 264 | 223 | 91  |
| 5   | Remparts de Québec                | Telus Est       | 68 | 42 | 21 | 3 | 2  | 241 | 197 | 89  |
| 6   | Wildcats de Moncton               | Telus Maritimes | 68 | 42 | 23 | 2 | 1  | 274 | 202 | 87  |
| 7   | Rocket de l'Île-du-Prince-Édouard | Telus Maritimes | 68 | 41 | 23 | 3 | 1  | 262 | 229 | 86  |
| 8   | Huskies de Rouyn-Noranda          | Telus Ouest     | 68 | 40 | 24 | 1 | 3  | 283 | 255 | 84  |
| 9   | Voltigeurs de Drummondville       | Telus Ouest     | 68 | 38 | 26 | 2 | 2  | 226 | 229 | 80  |
| 10  | Foreurs de Val-d'Or               | Telus Ouest     | 68 | 35 | 27 | 0 | 6  | 274 | 254 | 76  |
| 11  | Tigres de Victoriaville           | Telus Est       | 68 | 32 | 27 | 3 | 6  | 234 | 226 | 73  |
| 12  | Saguenéens de Chicoutimi          | Telus Est       | 68 | 30 | 31 | 2 | 5  | 198 | 225 | 67  |
| 13  | Olympiques de Gatineau            | Telus Ouest     | 68 | 29 | 34 | 1 | 4  | 220 | 265 | 63  |
| 14  | Titan d'Acadie-Bathurst           | Telus Maritimes | 68 | 26 | 35 | 5 | 2  | 232 | 278 | 59  |
| 15  | Phœnix de Sherbrooke              | Telus Ouest     | 68 | 21 | 38 | 3 | 6  | 188 | 282 | 51  |
| 16  | Sea Dogs de Saint-Jean            | Telus Maritimes | 68 | 23 | 44 | 1 | 0  | 173 | 271 | 47  |
| 17  | Cataractes de Shawinigan          | Telus Est       | 68 | 15 | 46 | 5 | 2  | 154 | 284 | 37  |
| 18  | Screaming Eagles du Cap-Breton    | Telus Maritimes | 68 | 14 | 46 | 3 | 5  | 161 | 308 | 36  |

- En gras et en italique : champion de la saison régulière
- En gras : champion de division
- En italique : qualifié pour les séries éliminatoires

### Meilleurs pointeurs
| Clt | Joueur           | Équipe                | PJ | B  | A  | Pts | Pun |
| --- | ---------------- | --------------------- | -- | -- | -- | --- | --- |
| 1   | Benjamin Duffy   | Île-du-Prince-Édouard | 68 | 39 | 71 | 110 | 4   |
| 2   | Jonathan Drouin  | Halifax               | 49 | 41 | 64 | 105 | 32  |
| 3   | Josh Currie      | Île-du-Prince-Édouard | 68 | 49 | 55 | 104 | 62  |
| 4   | Peter Trainor    | Rimouski              | 68 | 46 | 54 | 100 | 45  |
| 5   | Dmitrij Jaškin   | Moncton               | 51 | 46 | 53 | 99  | 73  |
| 6   | Sven Andrighetto | Rouyn-Noranda         | 53 | 31 | 67 | 98  | 45  |
| 7   | Alexandre Lavoie | Rimouski              | 63 | 36 | 60 | 96  | 50  |
| 8   | Zach O'Brien     | Acadie-Bathurst       | 66 | 47 | 45 | 92  | 2   |
| 9   | Anton Zlobine    | Val-d'Or              | 61 | 29 | 62 | 91  | 43  |
| 10  | Anthony Mantha   | Val-d'Or              | 67 | 50 | 39 | 89  | 71  |

## Séries éliminatoires
Les seize meilleures équipes de la saison régulière participent aux séries, les champions de division étant classés aux trois premières places. La meilleure équipe rencontre la seizième, la deuxième la quinzième et ainsi de suite jusqu'à la huitième qui affronte la neuvième. En quarts de finale et en demi-finales, les matchs sont à nouveau organisés en fonction du classement lors de la saison régulière.
|  | Huitièmes de finale     | Huitièmes de finale               | Huitièmes de finale | Huitièmes de finale             |   |                                 | Quarts de finale | Quarts de finale | Quarts de finale | Quarts de finale |  |  | Demi-finales      | Demi-finales      | Demi-finales      | Demi-finales      |  |  | Finale         | Finale         | Finale         | Finale         |
|  |                         |                                   |                     |                                 |   |                                 |                  |                  |                  |                  |  |  |                   |                   |                   |                   |  |  |                |                |                |                |
|  | du 22 au 27 mars        | du 22 au 27 mars                  | du 22 au 27 mars    | du 22 au 27 mars                |   |                                 | du 5 au 10 avril | du 5 au 10 avril | du 5 au 10 avril | du 5 au 10 avril |  |  | du 20 au 25 avril | du 20 au 25 avril | du 20 au 25 avril | du 20 au 25 avril |  |  | du 3 au 10 mai | du 3 au 10 mai | du 3 au 10 mai | du 3 au 10 mai |
|  | 1                       | Mooseheads d'Halifax              | 4                   | 4                               |   |                                 | du 5 au 10 avril | du 5 au 10 avril | du 5 au 10 avril | du 5 au 10 avril |  |  | du 20 au 25 avril | du 20 au 25 avril | du 20 au 25 avril | du 20 au 25 avril |  |  | du 3 au 10 mai | du 3 au 10 mai | du 3 au 10 mai | du 3 au 10 mai |
|  | 1                       | Mooseheads d'Halifax              | 4                   | 4                               |   |                                 | du 5 au 10 avril | du 5 au 10 avril | du 5 au 10 avril | du 5 au 10 avril |  |  | du 20 au 25 avril | du 20 au 25 avril | du 20 au 25 avril | du 20 au 25 avril |  |  | du 3 au 10 mai | du 3 au 10 mai | du 3 au 10 mai | du 3 au 10 mai |
|  | 16                      | Sea Dogs de Saint-Jean            | 0                   | 0                               |   |                                 | du 5 au 10 avril | du 5 au 10 avril | du 5 au 10 avril | du 5 au 10 avril |  |  | du 20 au 25 avril | du 20 au 25 avril | du 20 au 25 avril | du 20 au 25 avril |  |  | du 3 au 10 mai | du 3 au 10 mai | du 3 au 10 mai | du 3 au 10 mai |
|  | 16                      | Sea Dogs de Saint-Jean            | 0                   | 0                               | 1 | Mooseheads d'Halifax            | 4                | 4                |                  |                  |  |  | du 20 au 25 avril | du 20 au 25 avril | du 20 au 25 avril | du 20 au 25 avril |  |  | du 3 au 10 mai | du 3 au 10 mai | du 3 au 10 mai | du 3 au 10 mai |
|  | du 22 au 27 mars        |                                   |                     |                                 | 1 | Mooseheads d'Halifax            | 4                | 4                |                  |                  |  |  | du 20 au 25 avril | du 20 au 25 avril | du 20 au 25 avril | du 20 au 25 avril |  |  | du 3 au 10 mai | du 3 au 10 mai | du 3 au 10 mai | du 3 au 10 mai |
|  |                         |                                   | 13                  | Olympiques de Gatineau          | 0 | 0                               |                  |                  |                  |                  |  |  | du 20 au 25 avril | du 20 au 25 avril | du 20 au 25 avril | du 20 au 25 avril |  |  | du 3 au 10 mai | du 3 au 10 mai | du 3 au 10 mai | du 3 au 10 mai |
|  | 2                       | Drakkar de Baie-Comeau            | 13                  | Olympiques de Gatineau          | 0 | 0                               | 4                | 4                |                  |                  |  |  | du 20 au 25 avril | du 20 au 25 avril | du 20 au 25 avril | du 20 au 25 avril |  |  | du 3 au 10 mai | du 3 au 10 mai | du 3 au 10 mai | du 3 au 10 mai |
|  | 2                       | Drakkar de Baie-Comeau            | du 5 au 10 avril    |                                 |   |                                 | 4                | 4                |                  |                  |  |  | du 20 au 25 avril | du 20 au 25 avril | du 20 au 25 avril | du 20 au 25 avril |  |  | du 3 au 10 mai | du 3 au 10 mai | du 3 au 10 mai | du 3 au 10 mai |
|  | 15                      | Phœnix de Sherbrooke              | 0                   | 0                               |   |                                 |                  |                  |                  |                  |  |  | du 20 au 25 avril | du 20 au 25 avril | du 20 au 25 avril | du 20 au 25 avril |  |  | du 3 au 10 mai | du 3 au 10 mai | du 3 au 10 mai | du 3 au 10 mai |
|  | 15                      | Phœnix de Sherbrooke              | 0                   | 0                               | 1 | Mooseheads d'Halifax            | 4                | 4                |                  |                  |  |  |                   |                   |                   |                   |  |  | du 3 au 10 mai | du 3 au 10 mai | du 3 au 10 mai | du 3 au 10 mai |
|  | du 21 au 29 mars        |                                   |                     |                                 | 1 | Mooseheads d'Halifax            | 4                | 4                |                  |                  |  |  |                   |                   |                   |                   |  |  | du 3 au 10 mai | du 3 au 10 mai | du 3 au 10 mai | du 3 au 10 mai |
|  |                         |                                   | 8                   | Huskies de Rouyn-Noranda        | 0 | 0                               |                  |                  |                  |                  |  |  |                   |                   |                   |                   |  |  | du 3 au 10 mai | du 3 au 10 mai | du 3 au 10 mai | du 3 au 10 mai |
|  | 3                       | Armada de Blainville-Boisbriand   | 8                   | Huskies de Rouyn-Noranda        | 0 | 0                               | 4                | 4                |                  |                  |  |  |                   |                   |                   |                   |  |  | du 3 au 10 mai | du 3 au 10 mai | du 3 au 10 mai | du 3 au 10 mai |
|  | 3                       | Armada de Blainville-Boisbriand   | du 19 au 28 avril   |                                 |   |                                 | 4                | 4                |                  |                  |  |  |                   |                   |                   |                   |  |  | du 3 au 10 mai | du 3 au 10 mai | du 3 au 10 mai | du 3 au 10 mai |
|  | 14                      | Titan d'Acadie-Bathurst           | 1                   | 1                               |   |                                 |                  |                  |                  |                  |  |  |                   |                   |                   |                   |  |  | du 3 au 10 mai | du 3 au 10 mai | du 3 au 10 mai | du 3 au 10 mai |
|  | 14                      | Titan d'Acadie-Bathurst           | 1                   | 1                               | 2 | Drakkar de Baie-Comeau          | 4                | 4                |                  |                  |  |  |                   |                   |                   |                   |  |  | du 3 au 10 mai | du 3 au 10 mai | du 3 au 10 mai | du 3 au 10 mai |
|  | du 22 au 31 mars        |                                   |                     |                                 | 2 | Drakkar de Baie-Comeau          | 4                | 4                |                  |                  |  |  |                   |                   |                   |                   |  |  | du 3 au 10 mai | du 3 au 10 mai | du 3 au 10 mai | du 3 au 10 mai |
|  |                         |                                   | 11                  | Tigres de Victoriaville         | 0 | 0                               |                  |                  |                  |                  |  |  |                   |                   |                   |                   |  |  | du 3 au 10 mai | du 3 au 10 mai | du 3 au 10 mai | du 3 au 10 mai |
|  | 4                       | Océanic de Rimouski               | 11                  | Tigres de Victoriaville         | 0 | 0                               | 2                | 2                |                  |                  |  |  |                   |                   |                   |                   |  |  | du 3 au 10 mai | du 3 au 10 mai | du 3 au 10 mai | du 3 au 10 mai |
|  | 4                       | Océanic de Rimouski               | du 5 au 10 avril    |                                 |   |                                 | 2                | 2                |                  |                  |  |  |                   |                   |                   |                   |  |  | du 3 au 10 mai | du 3 au 10 mai | du 3 au 10 mai | du 3 au 10 mai |
|  | 13                      | Olympiques de Gatineau            | 4                   | 4                               |   |                                 |                  |                  |                  |                  |  |  |                   |                   |                   |                   |  |  | du 3 au 10 mai | du 3 au 10 mai | du 3 au 10 mai | du 3 au 10 mai |
|  | 13                      | Olympiques de Gatineau            | 4                   | 4                               | 1 | Mooseheads d'Halifax            | 4                | 4                |                  |                  |  |  |                   |                   |                   |                   |  |  |                |                |                |                |
|  | du 22 au 31 mars        |                                   |                     |                                 | 1 | Mooseheads d'Halifax            | 4                | 4                |                  |                  |  |  |                   |                   |                   |                   |  |  |                |                |                |                |
|  |                         |                                   | 2                   | Drakkar de Baie-Comeau          | 1 | 1                               |                  |                  |                  |                  |  |  |                   |                   |                   |                   |  |  |                |                |                |                |
|  | 5                       | Remparts de Québec                | 2                   | Drakkar de Baie-Comeau          | 1 | 1                               | 4                | 4                |                  |                  |  |  |                   |                   |                   |                   |  |  |                |                |                |                |
|  | 5                       | Remparts de Québec                |                     |                                 |   |                                 |                  | 4                |                  |                  |  |  |                   |                   |                   |                   |  |  |                |                |                |                |
|  | 12                      | Saguenéens de Chicoutimi          | 2                   | 2                               |   |                                 |                  |                  |                  |                  |  |  |                   |                   |                   |                   |  |  |                |                |                |                |
|  | 12                      | Saguenéens de Chicoutimi          | 2                   | 2                               | 3 | Armada de Blainville-Boisbriand | 4                | 4                |                  |                  |  |  |                   |                   |                   |                   |  |  |                |                |                |                |
|  | du 22 au 29 mars        |                                   |                     |                                 | 3 | Armada de Blainville-Boisbriand | 4                | 4                |                  |                  |  |  |                   |                   |                   |                   |  |  |                |                |                |                |
|  |                         |                                   | 10                  | Foreurs de Val-d'Or             | 0 | 0                               |                  |                  |                  |                  |  |  |                   |                   |                   |                   |  |  |                |                |                |                |
|  | 6                       | Wildcats de Moncton               | 10                  | Foreurs de Val-d'Or             | 0 | 0                               | 1                | 1                |                  |                  |  |  |                   |                   |                   |                   |  |  |                |                |                |                |
|  | 6                       | Wildcats de Moncton               | du 5 au 12 avril    |                                 |   |                                 | 1                | 1                |                  |                  |  |  |                   |                   |                   |                   |  |  |                |                |                |                |
|  | 11                      | Tigres de Victoriaville           | 4                   | 4                               |   |                                 |                  |                  |                  |                  |  |  |                   |                   |                   |                   |  |  |                |                |                |                |
|  | 11                      | Tigres de Victoriaville           | 4                   | 4                               | 2 | Drakkar de Baie-Comeau          | 4                | 4                |                  |                  |  |  |                   |                   |                   |                   |  |  |                |                |                |                |
|  | du 22 mars au 1er avril |                                   |                     |                                 | 2 | Drakkar de Baie-Comeau          | 4                | 4                |                  |                  |  |  |                   |                   |                   |                   |  |  |                |                |                |                |
|  |                         |                                   | 3                   | Armada de Blainville-Boisbriand | 2 | 2                               |                  |                  |                  |                  |  |  |                   |                   |                   |                   |  |  |                |                |                |                |
|  | 7                       | Rocket de l'Île-du-Prince-Édouard | 3                   | Armada de Blainville-Boisbriand | 2 | 2                               | 2                | 2                |                  |                  |  |  |                   |                   |                   |                   |  |  |                |                |                |                |
|  | 7                       | Rocket de l'Île-du-Prince-Édouard |                     |                                 |   |                                 |                  | 2                |                  |                  |  |  |                   |                   |                   |                   |  |  |                |                |                |                |
|  | 10                      | Foreurs de Val-d'Or               | 4                   | 4                               |   |                                 |                  |                  |                  |                  |  |  |                   |                   |                   |                   |  |  |                |                |                |                |
|  | 10                      | Foreurs de Val-d'Or               | 4                   | 4                               | 5 | Remparts de Québec              | 1                | 1                |                  |                  |  |  |                   |                   |                   |                   |  |  |                |                |                |                |
|  | du 22 au 29 mars        |                                   |                     |                                 | 5 | Remparts de Québec              | 1                | 1                |                  |                  |  |  |                   |                   |                   |                   |  |  |                |                |                |                |
|  |                         |                                   | 8                   | Huskies de Rouyn-Noranda        | 4 | 4                               |                  |                  |                  |                  |  |  |                   |                   |                   |                   |  |  |                |                |                |                |
|  | 8                       | Huskies de Rouyn-Noranda          | 8                   | Huskies de Rouyn-Noranda        | 4 | 4                               | 4                | 4                |                  |                  |  |  |                   |                   |                   |                   |  |  |                |                |                |                |
|  | 8                       | Huskies de Rouyn-Noranda          |                     |                                 |   |                                 |                  | 4                |                  |                  |  |  |                   |                   |                   |                   |  |  |                |                |                |                |
|  | 9                       | Voltigeurs de Drummondville       | 1                   | 1                               |   |                                 |                  |                  |                  |                  |  |  |                   |                   |                   |                   |  |  |                |                |                |                |
|  | 9                       | Voltigeurs de Drummondville       | 1                   | 1                               |   |                                 |                  |                  |                  |                  |  |  |                   |                   |                   |                   |  |  |                |                |                |                |
|  |                         |                                   |                     |                                 |   |                                 |                  |                  |                  |                  |  |  |                   |                   |                   |                   |  |  |                |                |                |                |

## Équipes d'étoiles
La ligue sélectionne trois équipes d'étoiles dont une pour les recrues.

### Première équipe
- Gardien de but : Zachary Fucale, Mooseheads d'Halifax
- Défenseur : Kevin Gagné, Océanic de Rimouski et Sea Dogs de Saint-Jean
- Défenseur : Xavier Ouellet, Armada de Blainville-Boisbriand
- Ailier gauche : Jonathan Drouin, Mooseheads d'Halifax
- Centre : Josh Currie, Rocket de l'Île-du-Prince-Édouard
- Ailier droit : Dmitrij Jaškin, Wildcats de Moncton

### Deuxième équipe
- Gardien de but : Étienne Marcoux, Armada de Blainville-Boisbriand
- Défenseur : Mathieu Brisebois, Huskies de Rouyn-Noranda
- Défenseur : Konrad Abeltshauser, Mooseheads d'Halifax
- Ailier gauche : Peter Trainor, Océanic de Rimouski
- Centre : Nathan MacKinnon, Mooseheads d'Halifax
- Ailier droit : Anthony Mantha, Foreurs de Val-d'Or

### Équipes des recrues
- Gardien de but : Philippe Desrosiers, Océanic de Rimouski
- Défenseur : Jan Košťálek, Océanic de Rimouski
- Défenseur : MacKenzie Weegar, Mooseheads d'Halifax
- Ailier gauche : Ivan Barbachiov, Wildcats de Moncton
- Centre : Frédérik Gauthier, Océanic de Rimouski
- Ailier droit : Valentin Zykov, Drakkar de Baie-Comeau

## Trophées
Quatre récompenses collectives et vingt individuelles sont décernées.

### Récompenses collectives
- Coupe du président (champions des séries éliminatoires) : Mooseheads d'Halifax
- Trophée Jean-Rougeau (champions de la saison régulière) : Mooseheads d'Halifax
- Trophée Robert-Lebel (meilleure moyenne de buts encaissés) : Mooseheads d'Halifax
- Trophée Luc-Robitaille (plus grand nombre de buts marqués) : Mooseheads d'Halifax

### Récompenses individuelles
- Trophée Jean-Béliveau (meilleur pointeur : Benjamin Duffy, Rocket de l'Île-du-Prince-Édouard
- Trophée Jacques-Plante (meilleure moyenne de buts encaissés) : Étienne Marcoux, Armada de Blainville-Boisbriand
- Trophée Michel-Bergeron (recrue offensive de l'année) : Valentin Zykov, Drakkar de Baie-Comeau
- Trophée Frank-J.-Selke (joueur le plus gentilhomme) : Zach O'Brien, Titan d'Acadie-Bathurst
- Trophée Michel-Brière (meilleur joueur) : Jonathan Drouin, Mooseheads d'Halifax
- Trophée Émile-Bouchard (défenseur de l'année) : Kevin Gagné, Océanic de Rimouski et Sea Dogs de Saint-Jean
- Trophée Guy-Lafleur (meilleur joueur des séries éliminatoires) : Jonathan Drouin, Mooseheads d'Halifax
- Trophée Michael-Bossy (meilleur espoir) : Jonathan Drouin, Mooseheads d'Halifax
- Trophée Raymond-Lagacé (recrue défensive de l'année) : Philippe Desrosiers, Océanic de Rimouski
- Trophée Marcel-Robert (meilleur étudiant) : Charles-David Beaudoin, Voltigeurs de Drummondville
- Trophée Paul-Dumont (personnalité de l'année) : Jonathan Drouin, Mooseheads d'Halifax
- Trophée John-Horman (administrateur de l'année) : Serge Proulx, Drakkar de Baie-Comeau
- Trophée Jean-Sawyer (meilleur directeur marketing) : Serge Proulx, Drakkar de Baie-Comeau
- Coupe RDS (meilleure recrue) : Valentin Zykov, Drakkar de Baie-Comeau
- Trophée Ron-Lapointe (meilleur entraîneur) : Dominique Ducharme, Mooseheads d'Halifax
- Plaque Cabinet de relations publiques NATIONAL (plus grande implication dans la communauté) : Konrad Abeltshauser, Mooseheads d'Halifax
- Trophée Kevin-Lowe (meilleur défenseur défensif) : Jonathan Narbonne, Moncton et Shawinigan
- Trophée Guy-Carbonneau (meilleur attaquant défensif) : Félix Girard, Drakkar de Baie-Comeau
- Trophée Maurice-Filion (directeur général de l'année) : Philippe Boucher, Océanic de Rimouski
- Trophée Denis-Arsenault (conseiller pédagogique de l'année) : Diane Morin et Lyne Diane, Tigres de Victoriaville